# Parník filozofů
Parník filozofů anebo Loď filozofů (rusky философский пароход) je souhrnný název nejméně pěti osobních lodí, včetně německých parníků „Oberbürgermeister Haken” a „Preußen”, použitých k deportaci 81 opozičních představitelů inteligence, mimo jiné filozofů, vyhnaných ze sovětského Ruska. Spolu s rodinnými příslušníky je celkový počet vyhoštěných ze země podle různých zdrojů 228 nebo 272 osob. Termín „parník filozofů“ zavedl filozof a matematik Sergej Choružij, který v roce 1990 publikoval článek s tímto názvem ve dvou číslech novin Litěraturnaja gazeta. Toto vyhnání slavných osobností vědy a kultury ze země bylo provedeno z iniciativy V. I. Lenina v letech 1922–1923 v rámci boje proti disentu. Leninovu iniciativu podpořil také Lev Trockij. Deportace se prováděly také na parnících z Oděsy a Sevastopolu a vlaky z Moskvy do Lotyšska a Německa. Vstupenky na parníky byly hrazeny sovětskou vládou, zatímco ti, kteří odjížděli vlaky, si je museli platit sami.
| „                                                                | Высылаемым разрешалось взять: одно зимнее и одно летнее пальто, один костюм, по две штуки всякого белья, две денные рубашки, две ночные, две пары кальсон, две пары чулок. Золотые вещи, драгоценные камни, за исключением венчальных колец, были к вывозу запрещены; даже и нательные кресты надо было снимать с шеи. Кроме вещей разрешалось, впрочем, взять небольшое количество валюты, если не ошибаюсь, по 20 долларов на человека; но откуда её взять, когда за хранение её полагалась тюрьма, а в отдельных случаях даже и смертная казнь. | Vyhnaní lidé si směli vzít: jeden zimní a jeden letní kabát, jeden oblek, dva kusy jakéhokoli spodního prádla, dvě denní košile, dvě noční košile, dva páry spodků a dva páry punčoch. Zlaté předměty, drahé kameny, s výjimkou snubních prstenů, bylo zakázáno vyvážet; z krku musely být odstraněny i náhrdelníky s křížem. Kromě věcí bylo dovoleno vzít si malé množství měny, pokud se nepletu, 20 dolarů na osobu, ale kde je vzít, když za jejich držení hrozilo vězení a v některých případech i smrt. | “ |
| — Fjodor Stěpun (jeden z pasažérů „parníku filozofů“), Vzpomínky | | |   |

Mezi deportovanými byli Nikolaj Berďajev, Sergej Bulgakov, Ivan Iljin, Alexandr Alexandrovič Kiesewetter, Ivan Ivanovič Lapšin, Nikolaj Losskij a Princ Sergej Trubeckoj.

## Papírová občanská válka
Deportaci inteligence v roce 1922 a 1923 předcházel proces, který Lesley Chamberlainová ve své knize Parník filozofů; Lenin a vyhnání inteligence nazývá Papírovou občanskou válkou.
Válka mezi bolševiky a jejich kritiky vedená v tisku v prvních letech po revoluci potřebuje jméno, aby byla zdůrazněna její důležitost. Může se nazývat Papírová občanská válka, protože předcházela občanské válce (1917–1920), vojenskému konfliktu, který v příštích třech letech rozsekal Rusko na kusy. Pro zdůraznění tohoto boje myšlenek je třeba vidět krutý boj mezi rudou a bílou armádou jako centrum širší kampaně – trvající od roku 1917 do roku 1922 – na zničení opozice proti bolševismu mezi lidem všeobecně a zvláště pak mezi inteligencí. To je historicko-politický rámec, který předkládám v této knize a který dává vyhánění smysl.
Lesley Chamberlainová, Parník filozofů 
Papírová občanská válka probíhala na stránkách periodik, knih i pamfletů současně s občanskou válkou vedenou zbraněmi. Základem pro sestavování seznamů nežádoucích osob určených k deportaci se pro Lenina staly zkušenosti z papírové války. Příslušníci inteligence, kteří se v této „válce“ angažovali proti bolševikům a ideologii komunismu, si mohli být jisti, že se na seznamech lidí určených k deportaci objeví také. Protikomunistickou inteligenci sjednocoval její budoucí nelehký osud, ale jednotná ve svém odporu proti etablujícímu se režimu v žádném případě nebyla. Jednotlivé organizace a kvazipolitická uskupení uspokojivě popisuje kromě Chamberlainové i Martin Malia ve svém obsáhlém díle Sovětská tragédie.
Leninův rozkaz o vyhnání inteligence i s rodinami se týkal více než dvou set lidí. Tito lidé se do emigrace dostávali různými způsoby. V roce 1922 se část vyhnané inteligence dostala do emigrace na palubách německých parníků Oberbürgermeister Haken a Preussen z Petrohradu do Štětína. Další intelektuálové, které postihl Leninův rozkaz, se během roku 1923 dostávali vlaky do Rigy nebo byli převezeni lodí z Oděsy do Konstantinopole. Filozof Berďajev se ženou cestovali do emigrace na lodi Oberbürgermeister Haken. Plavby na této lodi se zúčastnilo 25 členů ruské inteligence s rodinami. Šlo tedy zhruba o 75 lidí, mezi kterými se nacházeli kromě Berďajeva ještě např. filozofové a teologové Nikolaj Losskij a Sergej Bulgakov, nebo světoznámý sociolog Pitirim Sorokin. Emigranti si museli parník sami pronajmout a zaplatit. Po příjezdu do Štětína se emigranti rozhodli usadit v Berlíně.
Skutečnost, že řada intelektuálů byla namísto odsouzení k dlouholetému pobytu v táborech nucených prací donucena k emigraci, svědčí o novém a v tomto měřítku již v budoucnosti nikdy nezopakovaném přístupu sovětských úřadů k nepřátelům režimu. Sovětská moc se pravděpodobně snažila demonstrovat svou „humánnost“ tím, že třídní nepřátele nepopraví ani neuvězní, ale dovolí jim opustit komunistickou společnost, jejíž dobrodiní si nezaslouží ani o něj nestojí. […] V humánnost sovětské moci uvěřil díky tomuto teatrálnímu gestu pravděpodobně málokdo. 

Skutečným výsledkem nucených emigrací ruských intelektuálů bylo pouze to, že Rusko bylo „zcela odfilosofováno“ a centra původního ruského myšlení se na dlouhá desetiletí ocitla mimo Ruska.